# Carapichea dolichophylla
Carapichea dolichophylla är en måreväxtart som först beskrevs av Paul Carpenter Standley, och fick sitt nu gällande namn av Charlotte M. Taylor. Carapichea dolichophylla ingår i släktet Carapichea och familjen måreväxter. Inga underarter finns listade i Catalogue of Life.